# Gérard Collomb

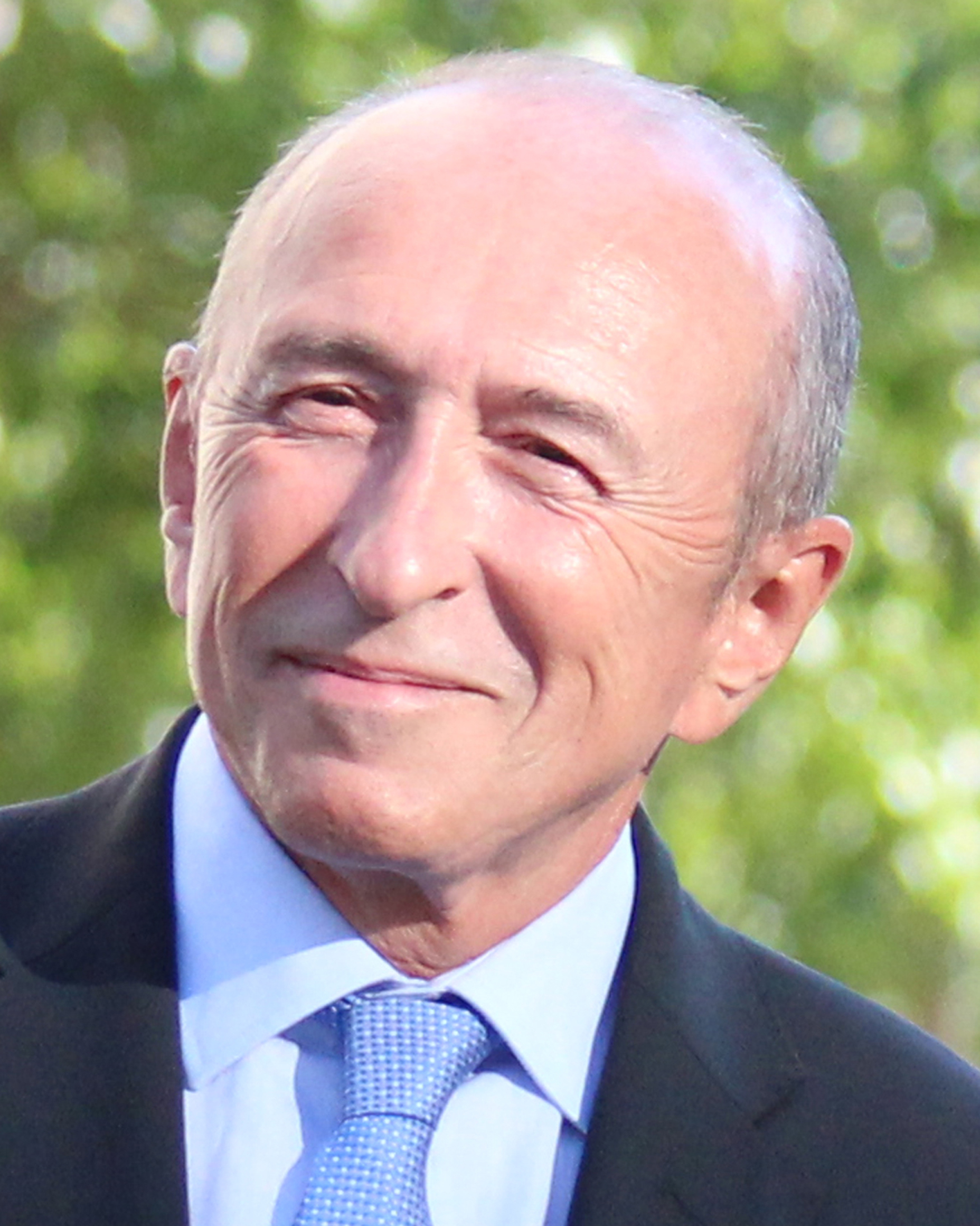
Gerard Collomb (2013)

Gérard Roland Collomb (* 20. Juni 1947 in Chalon-sur-Saône, Département Saône-et-Loire; † 25. November 2023 in Pierre-Bénite, Métropole de Lyon) war ein französischer Politiker (PS, LREM). Er war von 2001 bis 2017 und von 2018 bis 2020 Bürgermeister von Lyon. Von 1999 bis 2017 gehörte er dem französischen Senat an, von Mai 2017 bis Oktober 2018 war er Innenminister.

## Leben und politische Karriere
Collomb war der Sohn einer Reinemachefrau und eines Metallarbeiters und CGT-Gewerkschafters. Er studierte an der Universität Lyon klassische Sprachen und Literatur und erhielt 1970 die agrégation (Lehrbefugnis für höhere Schulen). Anschließend unterrichtete er an Lycées in Lyon und Tarare.
Collomb trat 1968 der kleinen Mitte-links-Partei Convention des institutions républicaines (CIR) von François Mitterrand bei. Diese ging 1971 in der Parti socialiste (PS) auf, der Collomb während der folgenden Jahrzehnte angehörte. In den 1970er-Jahren spielte die Sozialistische Partei kaum eine Rolle in Lyon; das linke Spektrum wurde damals von den Kommunisten dominiert. Ab 1977 war Collomb Mitglied des Gemeinderats von Lyon. Nach der Wahl Mitterrands zum Staatspräsidenten wurde Collomb bei der Parlamentswahl 1981 erstmals in die französische Nationalversammlung gewählt, wo er bis 1988 einen Wahlkreis des Départements Rhône (in dem Lyon liegt) vertrat. In den 1980er-Jahren gehörte er der innerparteilichen Strömung Socialisme et réalité des Premierministers Pierre Mauroy an.
Ab 1986 war Collomb Mitglied des nationalen Sekretariats (Vorstand) der PS. Bei der Parlamentswahl 1988 verlor er seinen Sitz an die Kandidatin der bürgerlichen UDF. Ab 1989 war er Oppositionsführer im Stadtrat von Lyon, das seinerzeit vom Bürgermeister Michel Noir regiert wurde. Von 1992 bis 2017 war er Generalsekretär der Fondation Jean-Jaurès, der parteinahen Stiftung der PS. Er gehörte von 1992 bis 1999 dem Regionalrat von Rhône-Alpes und von 1994 bis 1999 dem Conseil économique et social an. Collomb wurde 1995 zum Bezirksbürgermeister des 9. Arrondissements von Lyon gewählt. Von 1999 bis 2017 gehörte er als Vertreter des Départements Rhône dem französischen Senat an.
Nach dem Rücktritt Raymond Barres (UDF) wurde Collomb bei der Kommunalwahl 2001 mit 48,6 % der Stimmen im zweiten Wahlgang zum Bürgermeister von Lyon gewählt, der drittgrößten Stadt Frankreichs. Während seiner Amtszeit kam es zu Stadtumbaumaßnahmen in Lyon, und er führte das öffentliche Fahrradverleihsystem Vélo’v ein. Darüber hinaus wurde er 2003 Vorsitzender des nationalen Kongresses der Parti socialiste. Ab 2005 war er Vorsitzender des Ausschusses für dezentrale Zusammenarbeit bei United Cities and Local Governments (UCLG), einem weltweiten Zusammenschluss von Stadt- und Gemeindeverwaltungen. Von 2006 bis 2008 war er Vorsitzender des Verbands Eurocities. Bei seiner Wiederwahl als Bürgermeister 2008 erhielt er bereits im ersten Wahlgang 53 % der Stimmen. Auch 2014 wurde Collomb wiedergewählt, erhielt aber angesichts des Erstarkens der Front national und der Grünen nur noch 35,75 % im ersten und 50,6 % (mit Unterstützung der Grünen) im zweiten Wahlgang. Von ihrer Gründung 2015 bis Juli 2017 war Collomb zusätzlich Präsident der Métropole de Lyon, einer Gebietskörperschaft eigener Art, die im Großraum Lyon (ca. 1,4 Mio. Einwohner) die Funktionen eines Départements und eines Gemeindeverbands übernimmt.
Innerhalb der PS galt Collomb als pragmatischer Sozialdemokrat und zählte zum Flügel von Dominique Strauss-Kahn. Bereits kurz nach der Gründung der liberalen Bewegung En Marche des damaligen Wirtschaftsministers Emmanuel Macron im Jahr 2016 erklärte Collomb seine Unterstützung für diese. Dem Journalisten Luc Rosenzweig zufolge war Lyon unter Collomb – mit seiner Verbindung von Sozialdemokratie und Unternehmenswelt – bereits ein „Labor des Macronismus“, bevor Macron überhaupt die politische Bühne betreten hatte.
Nach der Wahl Macrons zum Staatspräsidenten ernannte dieser Collomb am 17. Mai 2017 zum Innenminister in der Regierung von Premierminister Édouard Philippe und hob ihn als einen von drei Ministres d’État („Staatsministern“) hervor. Nach seiner Ernennung zum Innenminister legte Collomb das Bürgermeisteramt und weitere damit verbundene Funktionen nieder. Sein Parteikollege und bisheriger Stellvertreter Georges Képénékian löste ihn als Bürgermeister ab. Mitte September 2018 kündigte er im Magazin L’Express an, nach der Europawahl 2019 sein Amt als Innenminister aufzugeben und das Kabinett Philippe II zu verlassen. Demnach wollte er bei den französischen Kommunalwahlen im Jahr 2020 wieder zum Bürgermeister Lyons gewählt werden. Seit dieser Ankündigung kritisierten Oppositionspolitiker, es sei problematisch, dass er als wichtiger Minister gewissermaßen auf dem Absprung sei. Collomb reichte ein Rücktrittsgesuch ein, das Macron am 1. Oktober 2018 ablehnte. Nachdem Collomb am Tag darauf sein Rücktrittsangebot bekräftigt hatte, wurde es von Macron akzeptiert.
Georges Képénékian verzichtete anschließend auf das Bürgermeisteramt in Lyon, sodass Collomb am 5. November 2018 erneut zum Stadtoberhaupt gewählt werden konnte. Zur Kommunalwahl 2020 trat Collomb schließlich nicht mehr für das Bürgermeisteramt an, bewarb sich aber für die Präsidentschaft der Métropole de Lyon (Großraum Lyon). Als Bürgermeisterkandidaten nominierte LREM stattdessen den ehemaligen Turner und Sportbeigeordneten Yann Cucherat. Die Partei war jedoch in Lyon gespalten, da auch der bisherige Präsident der Metropole David Kimelfeld (ebenfalls LREM-Mitglied) für eine Wiederwahl kandidierte. Nachdem Collomb zunächst als Favorit gegolten hatte, schnitt er überraschend schwach ab; mit 16,5 % kam seine Liste nur auf den vierten Platz – hinter Kimelfelds Liste. Für den zweiten Wahlgang verband Collomb seine Liste mit der der konservativen Les Républicains (Yann Cucherat tat dasselbe bei der Bürgermeisterwahl), was die LREM-Parteiführung jedoch ablehnte. Schließlich verlor er die Wahl gegen Bruno Bernard (EELV), der an der Spitze einer vereinigten grünen und linken Liste zum Präsidenten der Metropole gewählt wurde.
Collomb war Vater von fünf Kindern, die aus drei verschiedenen Beziehungen stammen. Er war Fußballfan von Olympique Lyon. Zudem war er bekennender Freimaurer und ab 1989 Mitglied des Grand Orient de France. 2012 wurde ihm der japanische mittlere Orden der Aufgehenden Sonne am Band verliehen.
Collomb starb im November 2023 im Alter von 76 Jahren in Pierre-Bénite bei Lyon an den Folgen einer Magenkrebs-Erkrankung.